# Divize C 1975/1976
V soubojích 11. ročníku České divize C 1975/76 se utkalo 14 týmů dvoukolovým systémem podzim–jaro. Tento ročník začal v srpnu 1975 a skončil v červnu 1976.

## Nové týmy v sezoně 1975/76
Z 2. ligy – sk. A 1974/75 sestoupila do Divize C mužstva TJ Meteor Praha 8, VTJ Jičín a TJ Spartak Košíře. Z krajských přeborů ročníku 1974/75 postoupila vítězná mužstva TJ Tesla Lanškroun z Východočeského krajského přeboru, TJ Kolín ze Středočeského krajského přeboru a TJ Uhelné sklady Praha ze Pražského přeboru. Také sem byla přeřazena mužstva TJ Admira Praha 8 a TJ Spartak Pelhřimov z Divize B.

## Výsledná tabulka
| Poř. | Tým                             | Z  | V  | R  | P  | VG | OG | B  |
| ---- | ------------------------------- | -- | -- | -- | -- | -- | -- | -- |
| 1.   | TJ LIAZ Jablonec nad Nisou „B“  | 26 | 14 | 8  | 4  | 36 | 22 | 36 |
| 2.   | TJ Kolín                        | 26 | 15 | 5  | 6  | 50 | 29 | 35 |
| 2.   | TJ Jawa Metaz Týnec nad Sázavou | 26 | 11 | 8  | 7  | 52 | 34 | 30 |
| 4.   | TJ Meteor Praha 8               | 26 | 12 | 5  | 9  | 37 | 30 | 29 |
| 5.   | TJ Spartak Hradec Králové "B"   | 26 | 10 | 8  | 8  | 26 | 22 | 28 |
| 6.   | TJ Kolora Semily                | 26 | 11 | 4  | 11 | 31 | 31 | 26 |
| 7.   | TJ Uhelné sklady Praha          | 26 | 7  | 12 | 7  | 27 | 30 | 26 |
| 8.   | TJ Admira Praha 8               | 26 | 7  | 11 | 8  | 30 | 30 | 25 |
| 9.   | TJ Spartak Motorlet Praha       | 26 | 8  | 9  | 9  | 22 | 25 | 25 |
| 10.  | TJ Spartak Pelhřimov            | 26 | 9  | 6  | 11 | 34 | 37 | 24 |
| 11.  | TJ Lokomotiva Trutnov           | 26 | 10 | 4  | 12 | 38 | 42 | 24 |
| 12.  | TJ Lokomotiva Nymburk           | 26 | 7  | 8  | 11 | 36 | 51 | 22 |
| 13.  | TJ VCHZ Pardubice "B"           | 26 | 5  | 9  | 12 | 19 | 30 | 19 |
| 14.  | TJ Tesla Lanškroun              | 26 | 4  | 7  | 15 | 21 | 44 | 15 |

Poznámky:
- Z = Odehrané zápasy; V = Vítězství; R = Remízy; P = Prohry; VG = Vstřelené góly; OG = Obdržené góly; B = Body

|  | Postup do 3. ligy – sk. A 1976/77                |
|  | Sestup do příslušného oblastního přeboru 1976/77 |